# Der zeitreisende Historiker
Der zeitreisende Historiker (Originaltitel: A Matter Of Time) ist die neunte Folge der fünften Staffel der US-amerikanischen Science-Fiction-Fernsehserie Raumschiff Enterprise – Das nächste Jahrhundert. Sie wurde in den Vereinigten Staaten über Syndication vermarktet und erstmals am 18. November 1991 auf verschiedenen Fernsehsendern ausgestrahlt. In Deutschland war sie zum ersten Mal am 11. April 1994 in einer synchronisierten Fassung auf Sat.1 zu sehen.

## Handlung
Im Jahr 2368 bei Sternzeit 45349.1 fliegt die Enterprise zum Planeten Penthara IV, wo ein Asteroideneinschlag so viel Staub in die Atmosphäre gewirbelt hat, dass ein erheblicher Klimawandel, vergleichbar mit einem nuklearen Winter, droht. Während der Reise registrieren die Schiffssensoren eine Raum-Zeit-Verzerrung. Kurz darauf erscheint vor der Enterprise ein kleines Raumschiff. Von dort aus beamt ein Mann direkt auf die Brücke. Er stellt sich als Berlinghoff Rasmussen vor und behauptet, ein Historiker aus dem 26. Jahrhundert zu sein, der zu Forschungszwecken in die Vergangenheit gereist ist.
Die Besatzung ist zunächst skeptisch und Schiffsberaterin Troi spürt, dass Rasmussen irgendetwas verbirgt. Sie hält es aber für möglich, dass er lediglich vermeiden will, leichtfertig Wissen über die Zukunft preiszugeben. Picard beschließt, Rasmussen zu vertrauen und ihn bei seinen Forschungen zu unterstützen. Sein Schiff wird in die Shuttlerampe der Enterprise gebracht und ihm wird ein Quartier zugewiesen. Rasmussen verteilt Fragebögen an die Besatzung. Darüber hinaus verspricht er, einfach nur zu beobachten, und weigert sich, irgendetwas über die Zukunft zu verraten. Zugleich stellt er aber immer wieder Fragen, die es schwer machen, ihn zu ignorieren, und er macht mehrfach subtile Andeutungen darüber, dass die Mission auf Penthara IV vielleicht von großer historischer Bedeutung sein könnte.
Als die Enterprise Penthara IV erreicht hat, koordinieren der zweite Offizier Data und Chefingenieur La Forge mit Dr. Moseley, dem Leiter einer Forschungsstation, einen Plan, um der raschen Abkühlung des Planeten entgegenzuwirken. Durch gezielten Phaserbeschuss sollen aus dem Planeteninneren große Mengen Kohlenstoffdioxid freigesetzt werden, die einen künstlichen Treibhauseffekt erzeugen sollen. Zunächst scheint der Plan zu funktionieren, doch durch den Beschuss kommt es zu massiven Vulkanausbrüchen, die noch mehr Staub freisetzen, wodurch sich das ursprüngliche Problem sogar noch verschlimmert.
Rasmussen zeigt besonderes Interesse an Data. Dieser ist ein Android und leider scheint es im 26. Jahrhundert nur noch wenige Aufzeichnungen über ihn zu geben. Rasmussen bittet Data daher, einen ausführlichen Bericht über seine Konstruktion zu verfassen. Auf der Krankenstation gesteht er Schiffsärztin Beverly Crusher, dass sie auf ihn ganz anders wirkt als der Rest der Besatzung. Er macht ihr Avancen, was sie aber mit der Begründung ablehnt, sie könnte unter Umständen seine Ur-Ur-Ur-Ur-Großmutter sein.
Data und La Forge entwickeln einen Alternativplan: Durch den Beschuss mit einem modifizierten Phaser könnten sämtliche Staubpartikel in der Atmosphäre ionisiert und dann über die Schutzschilde der Enterprise ins Weltall geleitet werden. Der Plan ist jedoch riskant, denn sollten die Berechnungen nur geringfügig fehlerhaft sein, würde der Beschuss die gesamte Atmosphäre verbrennen, was die Vernichtung sämtlichen Lebens auf dem Planeten zur Folge hätte. Mit diesem Dilemma konfrontiert, wendet sich Picard nun an Rasmussen. Ihm ist völlig klar, dass es für Rassmussen gute Gründe gibt, nichts über die Zukunft zu verraten, doch da Millionen Leben auf dem Spiel stehen, bittet ihn Picard, eine Ausnahme zu machen und ihm zu verraten, welche Entscheidung die richtige wäre. Trotz seiner beeindruckenden Worte weigert sich Rasmussen aber weiterhin, sich irgendwie einzumischen. So bleibt Picard keine andere Wahl, als auf seine eigene Urteilskraft zu vertrauen und er entscheidet sich schließlich dafür, den Plan von Data und La Forge umzusetzen. Die Berechnungen erweisen sich als korrekt, der Plan gelingt und das Klima von Penthara IV kann wieder normalisiert werden.
Rasmussen hat es jetzt recht eilig, die Enterprise wieder zu verlassen. In der Shuttlerampe wird ihm jedoch der Zutritt zu seinem Schiff verwehrt. Picard erklärt, dass während seines Besuchs eine Reihe von Gegenständen verschwunden sind, und er möchte sein Schiff danach durchsuchen lassen. Rasmussen will niemandem den Zutritt gestatten. Picard ist aber bereit, Data den Befehl zu geben, niemals darüber zu reden, was er im Inneren des Schiffs sehen würde. Als Android wäre er in dieser Hinsicht absolut vertrauenswürdig. Rasmussen kann sich dieser Argumentation schlecht entziehen und stimmt zu. Im Schiff findet Data sämtliche vermissten Gegenstände. Zu ihnen gehört aber auch ein Handphaser. Diesen ergreift Rasmussen und bedroht Data damit. Er gesteht, dass das Schiff tatsächlich einem Historiker aus dem 26. Jahrhundert gehört hat. Rasmussen selbst ist jedoch ein (recht erfolgloser) Erfinder aus dem 22. Jahrhundert und der Historiker hatte leider das Pech, ihn zu treffen. Rasmussen hatte die Idee, Technologie aus der Zukunft zu stehlen und sie dann im 22. Jahrhundert als seine eigenen Erfindungen zu präsentieren. Er plant, auch Data mitzunehmen, muss aber feststellen, dass sein Phaser nicht funktioniert. Beim Öffnen der Schiffsluke wurde er von den Sensoren der Enterprise registriert und automatisch deaktiviert. Data führt Rasmussen wieder nach draußen und die gestohlenen Gegenstände werden sichergestellt. Rasmussen fleht darum, wieder in sein Schiff steigen zu dürfen. Tatenlos muss er mit ansehen, wie das Schiff einen programmierten Zeitsprung durchführt und verschwindet. Rasmussen wird in die Arrestzelle gebracht, um ihn auf der nächsten Sternenbasis den Behörden zu übergeben.

## Verbindungen zu anderen Star-Trek-Produktionen
Picard erwähnt hier Khan Noonien Singh, der in der Folge Der schlafende Tiger der Originalserie Raumschiff Enterprise und im Spielfilm Star Trek II: Der Zorn des Khan Auftritte hatte.
In Folge 4.16 (Der Streik) von Star Trek: Deep Space Nine aus dem Jahr 1996 werden die Ereignisse aus Der zeitreisende Historiker noch einmal erwähnt.

## Produktion

### Darsteller
Die Figur des Berlinghoff Rasmussen war eigentlich für Robin Williams geschrieben worden, der ein großer Star-Trek-Fan war und gern eine Rolle übernehmen wollte. Aus Termingründen musste Williams jedoch absagen. Er hatte kurz vor Produktionsbeginn der Folge die Dreharbeiten für den Spielfilm Hook abgeschlossen, war bereits mit einem neuen Projekt beschäftigt und zudem war seine Frau zu dieser Zeit hochschwanger. Als Ersatz wurde Matt Frewer engagiert.
Sheila Franklin hat hier ihren ersten Auftritt als Fähnrich Felton. Sie spielte diese Rolle noch in vier weiteren Folgen der Serie.
Shay Garner, die hier eine Wissenschaftlerin spielt, übernahm auch eine Statistenrolle in Folge 5.04 (In Fleisch und Blut) von Star Trek: Raumschiff Voyager.

### Modelle
Für Rasmussens Zeitkapsel wurde das Shuttle Nenebek aus Folge 4.09 (Die letzte Mission) wiederverwendet, das seinerseits ein erweitertes Modell einer Fluchtkapsel aus Folge 3.22 (Der Sammler) war.

## Rezeption
Die Folge wurde 1992 mit einem Primetime Emmy Award in der Kategorie „Beste Einzelleistung in visuellen Spezialeffekten“ ausgezeichnet.
Keith DeCandido bewertete Der zeitreisende Historiker 2012 auf tor.com als eine leicht unterdurchschnittliche Folge von Raumschiff Enterprise – Das nächste Jahrhundert, die leider daran scheitert, dass Matt Frewers schauspielerisches Talent zu schlecht genutzt wird. Er wirke weder verrückt genug, um lustig zu sein, noch subtil genug, um überzeugend zu wirken. Dass Picard Rasmussen vertraut, wirke wenig überzeugend. Die Szene, in der Picard ihn um Hilfe bei der Rettung von Pentara IV bittet, sei stark gespielt. Durch die Auflösung, dass Rasmussen nur ein Betrüger ist, werde dies aber letztlich bedeutungslos.